# آغانوس
آغانوس (به ارمنی: Աղանուս) یک منطقهٔ مسکونی در جمهوری آرتساخ است که در استان کاشاتاق واقع شده‌است.